# Duitse Panzer in Italië, 1943-1945

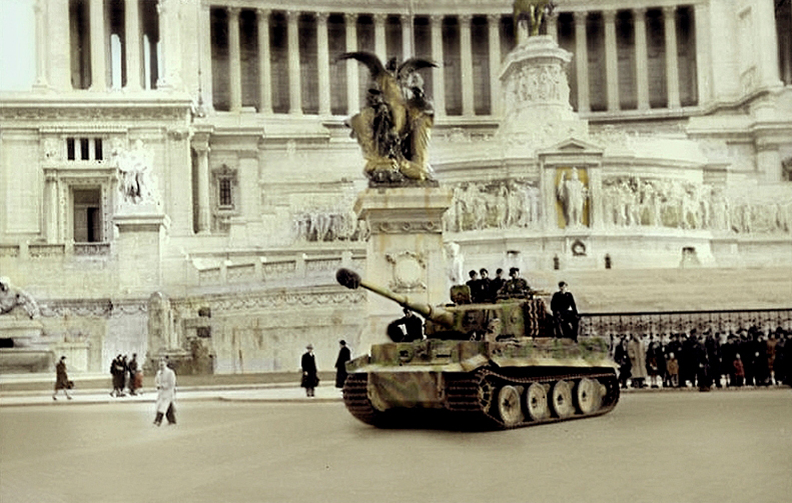
Tiger I in Rome, 1944

Op 13 mei 1943 hadden de Duits/Italiaanse troepen in Noord-Afrika (in Tunesië) zich overgegeven. De vraag aan Duitse zijde was waar de volgende slag zou vallen. Ook hield Duitsland rekening met een mogelijke Italiaanse overgave. Daarom stuurde Hitler in de begin-zomer van 1943 meerdere divisies naar Italië. Het gros hiervan waren pantser- of pantsergrenadierdivisies. En deze zouden gedurende de eerste maanden ook het leeuwendeel van de gevechten voor hun rekening nemen, op Sicilië (juli-augustus 1943) en bij Salerno (september) waren het zelfs exclusief deze divisies. De Duitse Panzer waren voor de geallieerden een geduchte tegenstander en bleven dat gedurende de rest van de campagne tot mei 1945. Tegen die tijd waren ze in aantal pantsereenheden en voertuigen duidelijk teruggelopen, maar werden telkens als “brandweer” ingezet op de gevaarlijkste plaatsen en bij geallieerde doorbraken. Zo bleven de Panzer tot de overgave een belangrijk instrument in de Duitse verdediging.

## Sicilië

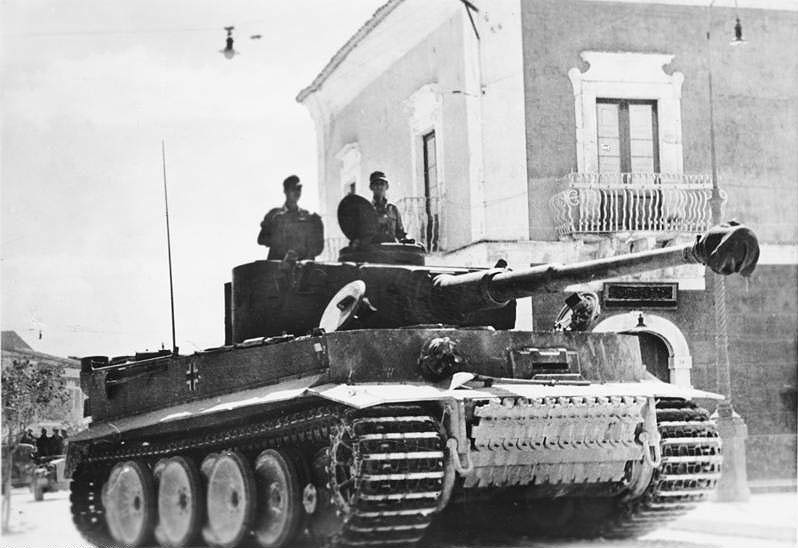
Een Tiger I op Sicilië in augustus 1943

Kort voordat Tunesië in mei verloren ging, werden Duitse panzereenheden al naar Sicilië gedirigeerd om dit eiland tegen mogelijke geallieerde landingen te helpen beschermen.
Op 13 april werd Pz.Abt. 215 volgens bevel opgericht voor inzet op Sicilië. Deze Abteilung bestond uit drie compagnieën met PzKw IV tanks. Op 30 juni 1943 werd deze Abteilung onder bevel gesteld van de 15e Pantsergrenadierdivisie.

Verder waren er een aantal Tiger I (PzKw VI) tanks aanwezig. Twee Tiger’s waren vervangingsvoertuigen voor de in Tunesië ingezette s.Pz.Abt. 501. Ook waren zes Tiger’s onderweg vanaf Pz.Ers.Abt 500. Deze 8 tanks kwamen door het verlies van Tunesië niet meer daarheen en bleven achter. Ook de 2./s.Pz.Abt. 504 was (met negen Tiger’s en zes PzKw III (lang)) daarheen op weg en strandde ook. Kort voor de geallieerde landingen werden alle Tiger’s samengevoegd onder 2./s.Pz.Abt. 504.

In juni 1943 werd de Parachutisten-Pantserdivisie Hermann Göring (kort: Pantserdivisie HG) naar Sicilië verplaatst. Direct voor de landingen werd 2./s.Pz.Abt. 504 onder bevel van deze divisie geplaatst.
Daarmee bestonden de Duitse tankeenheden in Italië op 10 juli 1943 uit de volgende eenheden/sterkte:
- Parachutisten-Pantserdivisie Hermann Göring
  - Panzerregiment Hermann Göring:
  - I. en II. Abteilung met elk drie compagnieën
    - 43 Pz III (lang), 3 Pz III (75), 32 Pz IV (lang), 7 PzBefWg

  - III. Abteilung met drie batterijen
    - 20 StuG en 9 StuH

  - 2./s.Pz.Abt. 504
    - 17 Pz VI
- 15e Pantsergrenadierdivisie
  - Pz.Abt.215 met drie compagnieën
    - 6 Pz III (lang), 46 Pz IV (lang), 1 PzBefWg

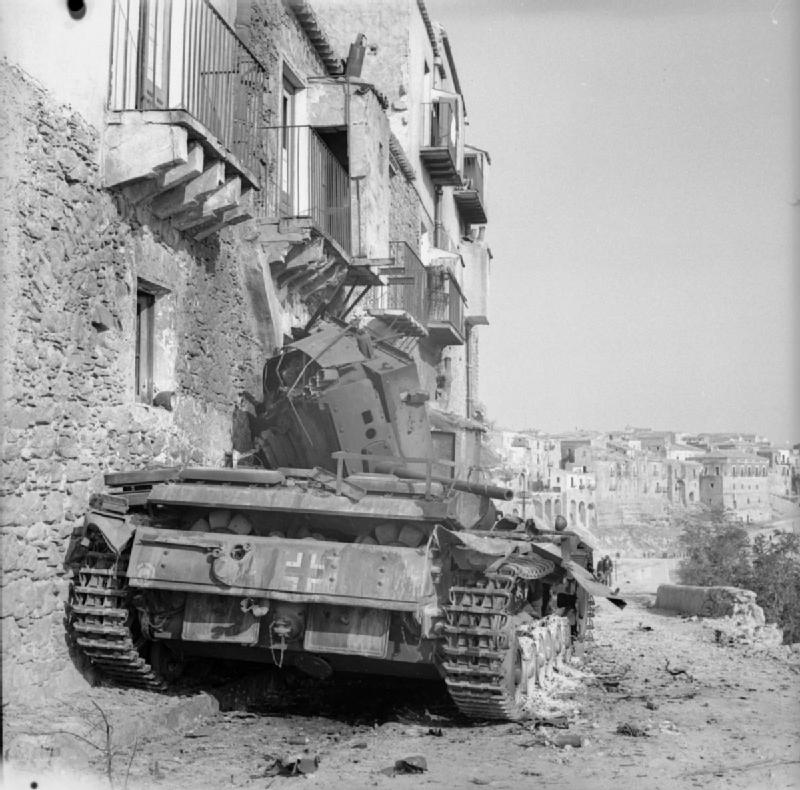
Uitgeschakelde PzKw III in Centuripe, augustus 1943

Op de dag van de landingen voerde de Pantserdivisie HG, met steun van Italiaanse eenheden en delen van de 15e Pantsergrenadierdivisie, een tegenaanval uit op de net gelande Amerikanen bij Gela en brachten de Amerikanen meteen in moeilijkheden. Eén Amerikaans bataljon werd omsingeld. Door stevige tegenstand en vuur van schepen voor de kust werd deze aanval echte afgeslagen. Al snel moesten beide Duitse divisies terugtrekken: Pantserdivisie HG langs de oostkust en de 15e Pantsergrenadierdivisie door het binnenland naar het noorden. Vanaf 18 juli 1943 werd de 29e Pantsergrenadierdivisie ook (grotendeels) naar Sicilië overgebracht vanuit Zuid-Italië. Deze divisie beschikte over de Pz.Abt.129 met vier compagnieën, met 43 StuG en 3 PzBefWg. Ook deze divisie werd gebruikt om de opmars van de Amerikanen te vertragen. Echter, langzaam maar zeker werden de Duitsers teruggedreven richting Messina. Vandaar werden de divisies geëvacueerd. In de nacht van 10 en 11 augustus werden 34 Panzer en 44 Sturmgeschütze naar het Italiaanse vasteland overgevaren. De rest, de achterhoededekking, volgde op de morgen van 17 augustus 1943. Daarmee was de Duitse aanwezigheid op Sicilië beëindigd.
De verliezen van de Duitsers m.b.t. Panzer en Sturmgeschütze op Sicilië waren:
| Eenheid          | Pz III | Pz IV | Pz VI | PzBefWg | StuG | StuH |
| ---------------- | ------ | ----- | ----- | ------- | ---- | ---- |
| Pz.Abt.215       | 5      | 31    | -     | 1       | -    | -    |
| Pz.Reg.HG        | 28     | 21    | -     | 4       | 4    | 3    |
| Pz.Abt.129       | -      | -     | -     | -       | 5    | -    |
| 2./s.Pz.Abt. 504 | -      | -     | 16    | -       | -    | -    |

Daarmee waren 118 van de 217 ingezette Panzer en Sturmgeschütze verloren gegaan.

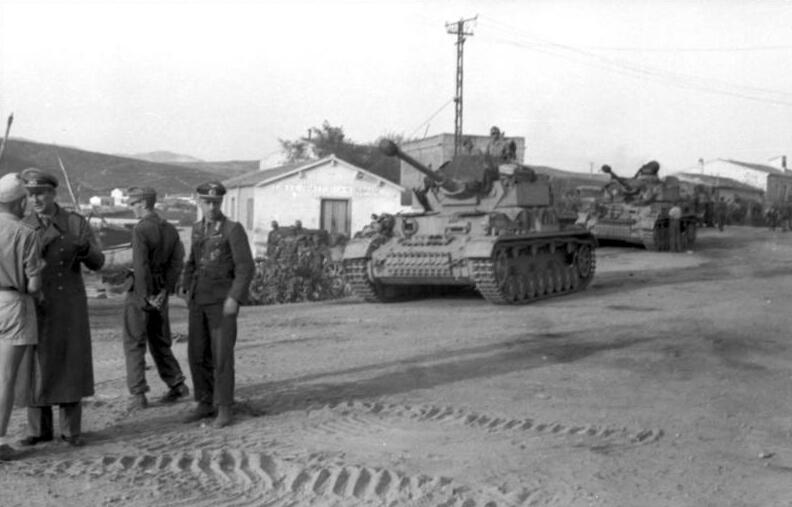
Evacuatie van de 90e Pantsergrenadierdivisie van Sardinië, september 1943

Op Sardinië was begin juli de 90e Pantsergrenadierdivisie opgericht uit Divisie Sardinien. De Pz.Abt. Sardinien werd daarop op 12 juli 1943 omgedoopt in Pz.Abt. 190. Na de Italiaanse wapenstilstand was de divisie op Sardinië in de minderheid en werd naar Corsica overgebracht tussen 8 en 16 september en vervolgens tot begin oktober terug naar het Italiaanse vasteland. Hier werd de divisie omgevormd op de stand van een Panzergrenadier-Division 43. De divisie bleef rond Pisa in de Toscane en vervolgens naar de Adriatische Kust bij  Gatteo a Mare. Pas medio november werd de divisie naar het front vervoerd, achter de Gustav-linie.
Vanaf 29 juli 1943 werd de SS-Pantsergrenadierdivisie "Leibstandarte Adolf Hitler" vanaf het Oostfront naar Noord-Italië verplaatst. Hier werd de divisie ingezet tegen partizanen en vanaf 8 september ook voor het ontwapenen van het Italiaanse Leger (Fall Achse). De divisie vertrok vanaf eind oktober 1943 weer naar het Oostfront.
In augustus 1943 werd ook schwere Panzer Kompanie Meyer (Tigergruppe Meyer) met 8 PzKw VI naar Italië overgebracht. Deze compagnie werd gebruikt tijdens Fall Achse. Tussen augustus en november bleef deze compagnie in Noord-Italië en was toegevoegd aan Pz.Jäg.Abt 46 van de 44e Reichsgrenadierdivisie "Hoch- und Deutschmeister". In november kwam deze divisie, en daarmee de compagnie, naar het front.

## Zuid-Italië

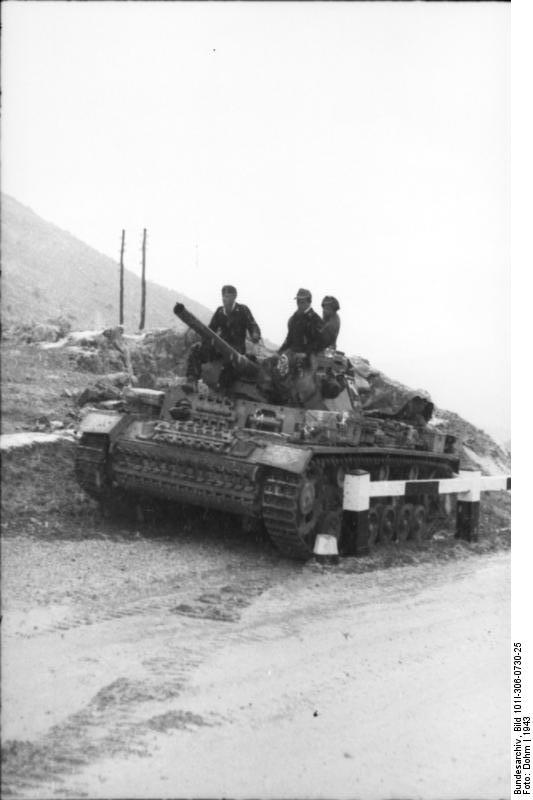
Flammpanzer III in Italië

Op 20 augustus 1943 bestonden de Duitse tankeenheden in Italië uit de volgende eenheden/sterkte:
- 16e Pantserdivisie
  - Panzerregiment 2 met twee Abteilungen
  - II. Abteilung met elk vier compagnieën
  - III. Abteilung met vier batterijen
    - Totaal: 92 Pz IV (lang), 7 PzBefWg, 7 Flammpz., 40 StuG III
- 24e Pantserdivisie
  - Panzerregiment 24 met een Abteilung
  - III. Abteilung met vier compagnieën + één separate Flammpanzer-compagnie
    - Totaal: 49 Pz IV (lang), 9 PzBefWg, 14 Flammpz., 42 StuG III
- 26e Pantserdivisie
  - Panzerregiment 26 met een Abteilung
  - II. Abteilung met vier compagnieën
    - Totaal: 16 Pz III (75), 17 Pz IV (kort), 36 Pz IV (lang), 9 PzBefWg, 14 Flammpz.
- Parachutisten-Pantserdivisie Hermann Göring
  - Panzerregiment Hermann Göring met twee Abteilungen
  - I. en II. Abteilung met elk vier compagnieën
    - 25 Pz III (lang), 3 Pz III (75), 31 Pz IV (lang), 3 PzBefWg

  - III. Abteilung met drie batterijen
    - 16 StuG en 6 StuH
- SS- Pantsergrenadierdivisie "LAH"
  - I. en II. Abteilung met elk vier compagnieën
    - Totaal: 4 Pz II, 1 Pz III (5-kort), 58 Pz IV (lang), 74 Pz V, 9 PzBefWg.

  - schwere SS-Panzer-Abteilung General-Kommando (vanaf 22 oktober s.SS-Pz.Abt. 101) met 3 compagnieën
    - 27 Pz VI
- 3e Pantsergrenadierdivisie
  - Pz.Abt.103 met drie batterijen
    - 42 StuG III, 5 PzBefWg.
- 15e Pantsergrenadierdivisie
  - Pz.Abt.215 met drie compagnieën
    - 1 Pz III (lang), 15 Pz IV (lang)
- 29e Pantsergrenadierdivisie
  - Pz.Abt.129 met drie batterijen
    - 38 StuG III, 3 PzBefWg.
- 90e Pantsergrenadierdivisie
  - Pz.Abt.190 met drie compagnieën
    - 1 Pz III (5-kort), 20 Pz III (75), 37 Pz IV (lang)

Dus op dat moment totaal 771 Panzer en Sturmgeschütze.

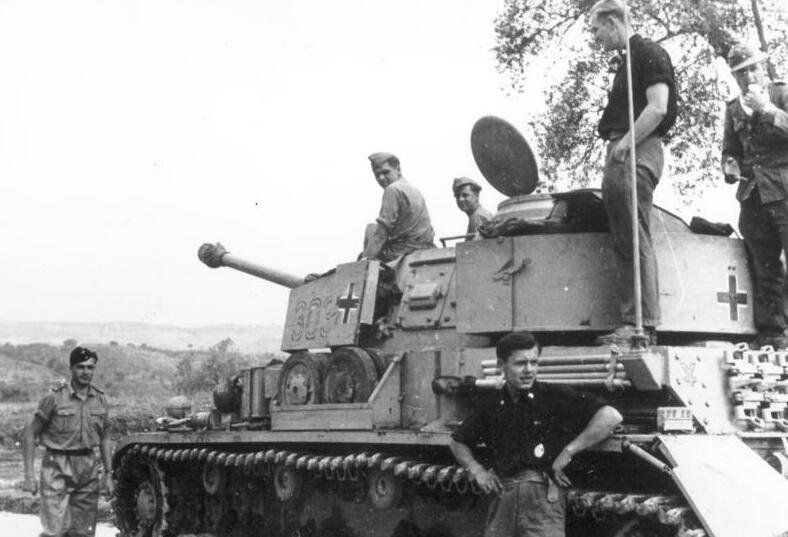
PzKw IV van de 16e Pantserdivisie bij Salerno, september 1943

Rond deze tijd lag 16e Pantserdivisie in de baai van Salerno, de Pantserdivisie HG rond Napels, de 15e Pantsergrenadierdivisie bij Gaeta, de 3e Pantsergrenadierdivisie ten zuiden van Rome en de 26e Pantserdivisie en 29e Pantsergrenadierdivisie in Calabrië.

Op 3 september landde het 8e Britse Leger in de “teen” van Italië tijdens Operatie Baytown. Delen van de 26e Pantserdivisie en de 29e Pantsergrenadierdivisie verzorgden vertragende achterhoedegevechten, waardoor de Britten maar langzaam oprukten. Op 8 september gaf de Italiaanse regering zich over, maar de Duitse troepen hadden dit voorzien en startten Fall Achse, de militaire bezetting van Italië. De volgende dag landde het 5e Amerikaanse Leger bij Salerno (Operatie Avalanche). Al snel na de landingen organiseerden de Duitsers een reeks zware tegenaanvallen, met (delen) van drie pantser- (HG, 16e en 26e) en drie pantsergrenadierdivisies (3e, 15e en 29e), waardoor het geallieerde bruggenhoofd tijdelijk in gevaar kwam. Maar uiteindelijk werd de crisis bedwongen, het 8e Britse Leger sloot aan en de Duitse divisies trokken naar het noorden terug.

## Winterlinie
De Duitsers hadden intussen een reeks verdedigingslinies dwars over de Italiaanse “laars” opgericht. Eerst kwamen de geallieerden voor de Volturno-linie te staan, gevolgd door de Barbara-linie. Maar de echte krachtproef volgde bij de Winterlinie, met als hoofdlinie de Gustav-linie. Hier liepen de geallieerden stuk, met name rond Monte Cassino. De pantser- en pantsergrenadierdivisies droegen nu niet meer de hoofdlast, maar werden ingezet als reserve en om plaatselijke doorbraken af te grendelen. Ze bleven daarmee belangrijk.
De 16e Pantserdivisie werd in november 1943 uit Italië teruggetrokken om naar het Oostfront getransporteerd te worden.
Eind januari 1944 werden 25 PzKw IV als vervanging voor de Pantserdivisie HG en 26e Pantserdivisie toegevoerd naar Italië.
Pz.Abt 190 gaf zijn tanks vanaf 17 februari 1944 af aan andere eenheden in Italië en werd uitgerust met 42 StuG IV’s.

## Landing bij Anzio

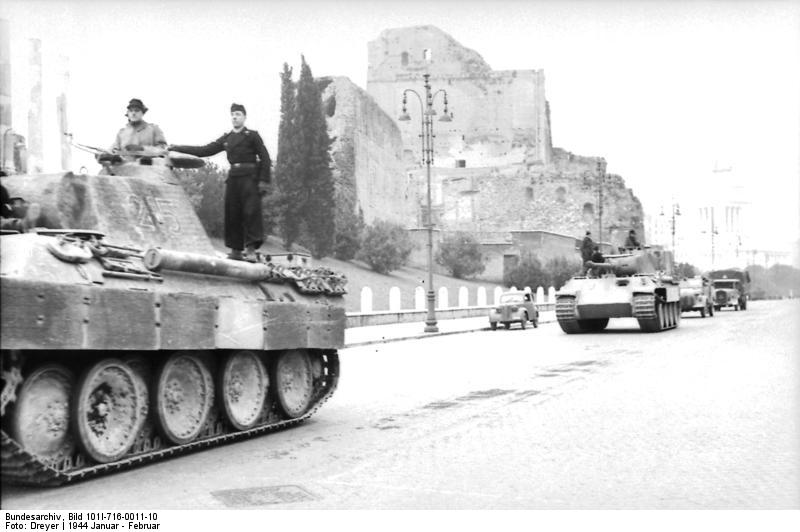
PzKw V Panther van I./Pz.Reg 4, januari 1944

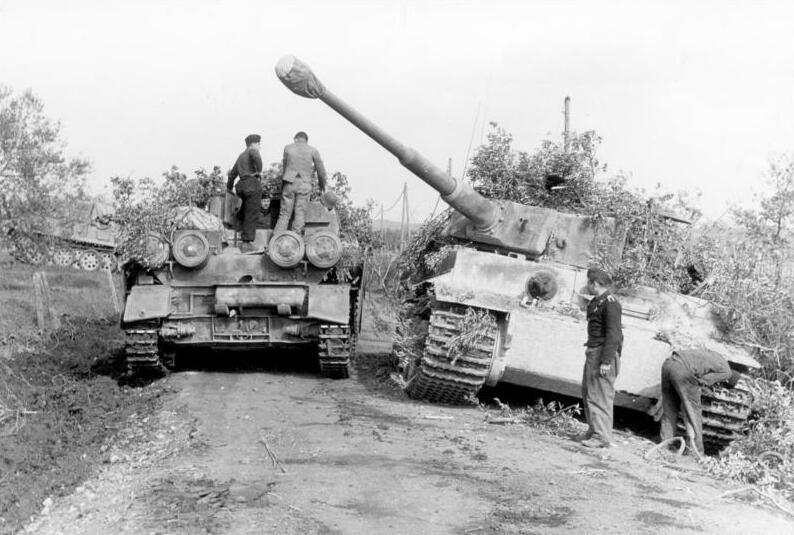
Een Brummbär en Tiger bij Anzio, maart 1944

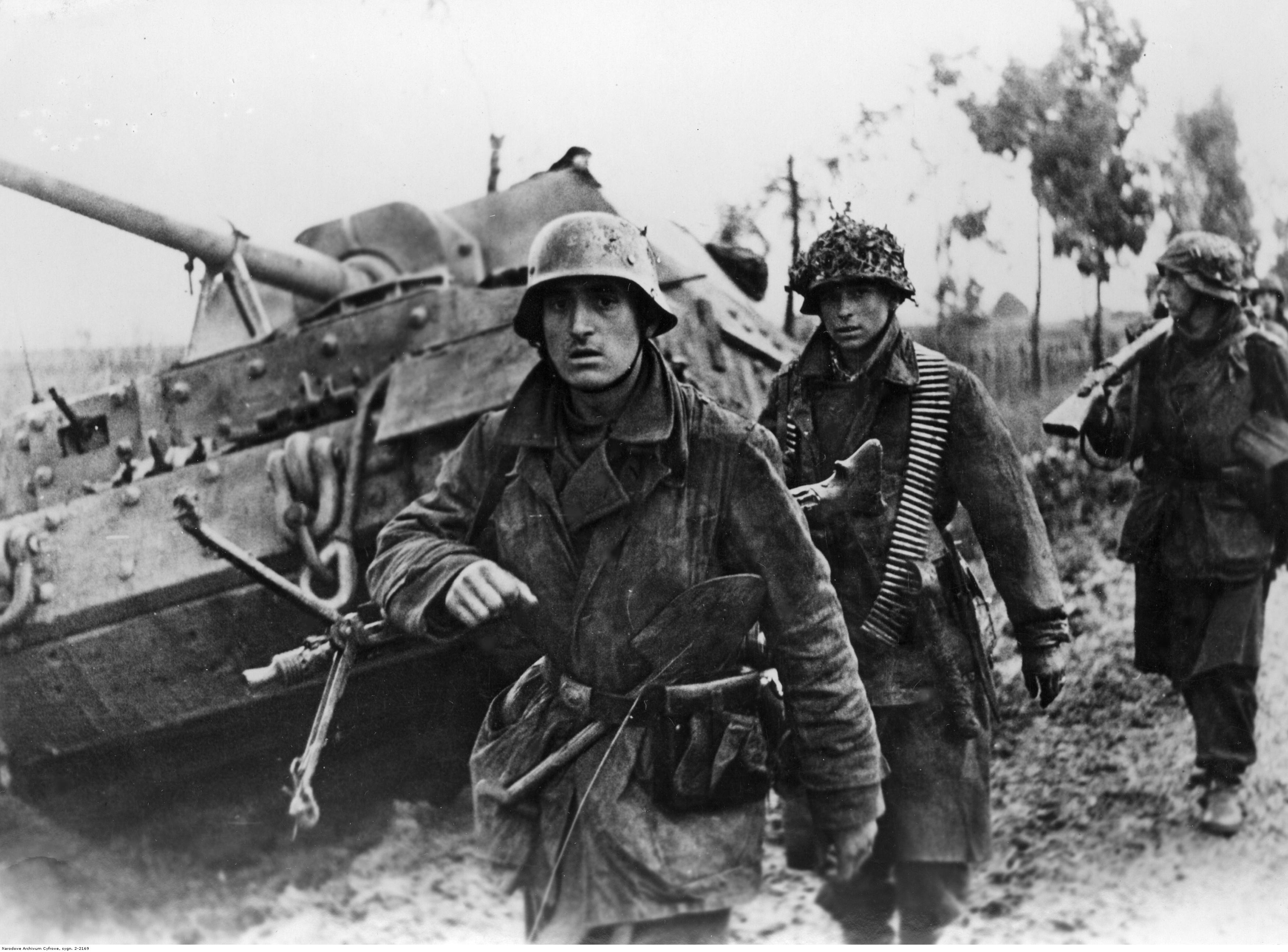
Een Elefant met grenadiers bij Anzio, maart 1944

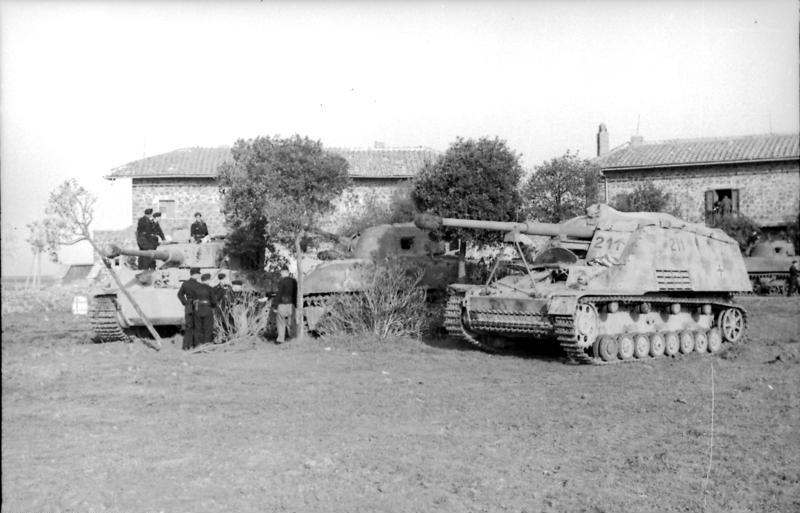
Tiger en Nashorn (M4 Sherman in het midden), april 1944

Sterkte van de ingezette panzereenheden op 21 januari 1944:
| Eenheid             | Pz III | Pz IV | Pz VI | PzBefWg | StuG |
| ------------------- | ------ | ----- | ----- | ------- | ---- |
| 26. Pz.Div.         | 23     | 91    | -     | -       | 14   |
| Pz.Div.HG           | 35     | 27    | -     | -       | 14   |
| 3. Pz.Gren.Div.     | -      | -     | -     | 4       | 44   |
| 15. Pz.Gren.Div.    | -      | 22    |       | 1       | 21   |
| 29. Pz.Gren.Div.    | -      | -     | -     | 4       | 41   |
| 90. Pz.Gren.Div.    | 16     | 26    | -     | -       | 4    |
| Tigergr. Meyer      | -      | -     | 8     | -       | -    |
| 2e Pz.Sich.Kp       | 9      | 5     | -     | -       | -    |
| 3e + 35e Pz.Sich.Kp | 23     | -     | -     | -       | -    |
| Totaal              | 106    | 171   | 8     | 6       | 138  |

Dus op dat moment totaal 429 Panzer en Sturmgeschütze.
Aangezien de geallieerden volledig vast waren gelopen in de Winterlinie, werden wegen gezocht om deze linie te omtrekken. Daartoe landden 22 januari 1944 bij Anzio geallieerde troepen (Operatie Shingle) en vormden snel een bruggenhoofd. Dit vormde voor de Duitsers een grote bedreiging in de rug van de Winterlinie, maar ook voor Rome. De 4e Parachutistendivisie en delen van Pantserdivisie HG kwamen meteen in actie en ook spoedden de 71e Infanteriedivisie en de rest van Pantserdivisie HG zich naar het bruggenhoofd. Het Duitse opperbevel reageerde bliksemsnel en verplaatste een aantal eenheden naar Italië om te proberen het bruggenhoofd te vernietigen. Het Panzerregiment 69 verplaatste zich naar Italië vanuit Frankrijk en kreeg I./Pz.Reg.4 (76 PzKw V), Sturm-Pz.Abt 216 (5 PzKw II, 57 Stupa), Pz.Abt (Fkl) 301 (30 StuG + onbekend aantal SdKfz 301 (Borgward IV) – 108 stuks waren geautoriseerd) en s.Pz.Abt. 508 (45 PzKw VI) onder bevel voor de tegenaanvallen op het Anzio bruggenhoofd. Vanuit Wenen kwam de 1./s.Pz.Abt 653 met 11 Elefants ook naar het bruggenhoofd.
Op 4 februari 1944 werd de schwere Panzer Kompanie Meyer omgedoopt in Tigergruppe Schwebbach en toegevoegd aan het 76e Pantserkorps voor de tegenaanvallen rondom het bruggenhoofd Anzio. Op 3 maart 1944 werden alle 8 Tigers opgenomen in s.Pz.Abt. 508.
De Duitser lanceerden op 16 februari 1944 hun tegenoffensief, Operatie Fischfang. Totaal acht divisies namen deel, waaronder Pantserdivisie HG, 26e Pantserdivisie, 3e Pantsergrenadierdivisie en 29e Pantsergrenadierdivisie. Ondanks successen en het indeuken van het bruggenhoofd, waren de verliezen zwaar en op 20 februari gaven de Duitsers op. Vanaf dat moment tot mei 1944 was er een patstelling ontstaan en waren er alleen plaatselijke gevechten.
Begin mei 1944 vertrok de staf van Panzerregiment 69 naar Frankrijk.

## Duitse terugtocht zomer 1944
Het langverwachte geallieerde offensief kwam in mei 1944. De Gustav-linie werd aangevallen in Operatie Diadem op 11 mei, gevolgd door de uitbraak uit het Anzio-bruggenhoofd in Operatie Buffalo op 23 mei. De Duitse troepen waren niet bij machte deze offensieven te weerstaan. De pantser- en pantsergrenadierdivisies slaagden erin de geallieerden gevoelige verliezen toe te brengen, zonder in staat te zijn ze tegen te houden. De Duitse terugtocht naar het noorden begon. Rome werd op 4 juni 1944 bevrijd.
Eind mei 1944 kwam de 16. SS-Panzergrenadier-Division Reichsführer SS vanuit Hongarije naar Italië. Deze beschikte over 3 compagnieën met StuG’s (slechts 11 van 31 geplande StuG waren geleverd in maart en april 1944).
Tussen 27 mei en 4 juni 1944 werden als vervanging 27 Tigers (voor s.Pz.Abt. 504 en 508 ) en 38 Panthers (voor I./Pz.Reg 4) in Italië geleverd ter compensatie van de zware verliezen. De verliezen aan tanks waren echter voor het allergrootste deel toe te schrijven aan niet-gevechtshandelingen, zoals mechanische defecten en brandstofgebrek. Relatief weinig werden door de geallieerden uitgeschakeld (zie hieronder bij de genoemde afzonderlijke eenheden).
In juni 1944 kwam de volledige s.Pz.Abt. 504 naar Italië met 45 Tiger I’s.
De behoeften van andere fronten waren intussen zo hoog geworden, dat drie ervaren divisies uit Italië weggehaald werden. De Parachutisten-Pantserdivisie Hermann Göring werd op 15 juli 1944 uit het front gehaald, om op transport naar het oostfront te gaan. De 15e Pantsergrenadierdivisie vertrok eind juli 1944 naar het Westfront en de 3e Pantsergrenadierdivisie volgde medio augustus 1944. Daarmee was de sterkte aan gepantserde eenheden Italië dramatisch gedaald. De pantser- en pantsergrenadierdivisies trokken voornamelijk langs de Tyrreense kust terug met als tegenstander het 5e Amerikaanse Leger.

## Gothen-linie

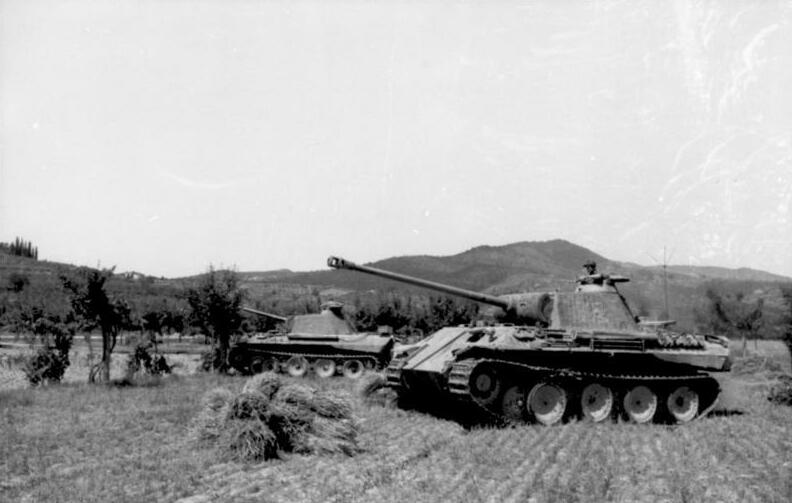
PzKw V Panther van I./Pz.Reg 4, nazomer 1944

In augustus waren de Duitsers weer in staat een stabiel front te vormen, net voor de Gotenstellung. De pantser- en pantsergrenadierdivisies waren intussen naar de Adriatische kust geswitcht en lagen in reserve. Op 25 augustus vielen de geallieerden aan langs de kust en ontmoetten taaie tegenstand, waardoor de opmars langzaam verliep. Ook door de Apennijnen, van Florence (stad) Florence naar Bologna werd opgerukt. Uiteindelijk liep het geallieerde offensief eind oktober vast. Gedurende de winter werden er nog plaatselijke offensieven gelanceerd, maar dit veroorzaakte voor de Duitse troepen niet veel terreinverlies.
De 16e SS-Pz.Gren.Div vertrok naar het Oostfront (Hongarije) in januari 1945 en ging daarmee ook verloren voor de Duitsers in Italië.

## Geallieerde voorjaarsoffensief
Het aantal pantser- en pantsergrenadierdivisies was in het voorjaar tot slechts drie teruggezakt. Op 15 maart 1945 waren de volgende Duitse tankeenheden nog aanwezig met respectievelijke sterkte:
| Eenheid          | StuG | Pz IV | Flakpz | Pz V | Pz VI |
| ---------------- | ---- | ----- | ------ | ---- | ----- |
| 26e Pz.Div.      | 8    | 84    | 6      | 26   | -     |
| 29e Pz.Gren.Div. | 17   | 46    | 7      | -    | -     |
| 90e Pz.Gren.Div. | 42   | 1     | 8      | -    | -     |
| s.Pz.Abt. 504    | -    |       | -      | -    | 36    |

Dus op dat moment totaal 281 Panzer en Sturmgeschütze.
Op 9 april lanceerden de geallieerden hun voorjaarsoffensief, Operatie Grapeshot. Het 8e Britse Leger lanceerde zijn offensief richting de Argenta Gap, die rond 19 april ingenomen werd. Dit ondanks ingrijpen van de 26e Pantserdivisie, de 29e Pantsergrenadierdivisie en s.Pz.Abt. 504. Op 14 april lanceerde het 5e Amerikaanse Leger zijn offensief richting Bologna. Hier kwamen delen van de 90e Pantsergrenadierdivisie in actie. Bologna viel op 21 april. Wat volgde was een race naar de Po. Al in juli 1944 waren de meeste bruggen over de Po door geallieerde luchtaanvallen vernietigd. Wat restte voor de Duitsers waren veerponten, maar ook het gebruik hiervan werd in april door het geallieerde luchtoverwicht onmogelijk. Het resultaat was dat de resterende pantsereenheden hun zware wapens ten zuiden van de rivier moesten achterlaten. Na de Po-oversteek waren deze eenheden alleen nog pantsereenheden in naam.

## Overgave
De resterende pantsereenheden probeerden nog zoveel mogelijk naar het noorden terug te trekken. Maar het einde kwam al snel. De 90e Pantsergrenadierdivisie capituleerde al op 28 april 1945 op de Povlakte. Door de algehele Duitse overgave in Italië gaf de 26e Pantserdivisie zich over bij Mezzolombardo, de 29e Pantsergrenadierdivisie rond Mas/Stanga, de s.Pz.Abt. 504 noordelijk van Belluno en de Sturm-Pz.Abt. 216 rond het Gardameer. De Pz.Abt. 212 ten slotte gaf zich pas op 8 mei over bij Tarvisio.

## Uitleg terminologie
Pz.Abt. = Panzer-Abteilung = Tankbataljon

II./Pz.Reg.26 = II. Abteilung van Panzerregiment 26 (cijfers zijn Romeinse)

2./s.Pz.Abt. 504 = 2e compagnie van schwere Panzer-Abteilung 504

## Overzicht van ingezette panzereenheden
16e Pantserdivisie
In juli 1943 verplaatste de divisie zich van Toscane naar Bari. Ten tijde van de evacuatie van Sicilië beveiligde de divisie de Golf van Tarente en vanaf 8 september werd deelgenomen aan Fall Achse. Tussen 9 en 18 september had de divisie een groot aandeel in de gevechten rond het bruggenhoofd Salerno, waarna de terugtocht naar de Volturno volgde. Op 2 oktober 1943 werd de divisie met spoed naar de Adriatische kust verplaatst om de 1e Parachutistendivisie bij Termoli te ondersteunen. Daarna volgde de langzame terugtrekking van Trigno naar de Sangro-stelling. Eind november 1943 werd de divisie door de 65e Infanteriedivisie afgelost en naar het Oostfront verplaatst.
24e Pantserdivisie
Eind juli 1943 werd de divisie van Lisieux in Frankrijk naar Italië verscheept, naar het gebied Modena-Florence- Pisa-Livorno, waar ze ingezet werd voor kustverdediging. In september nam de divisie deel aan Fall Achse. In begin oktober 1943 werd de divisie naar het Oostfront verplaatst.
 26e Pantserdivisie
Deze divisie was vanaf juni 1943 aanwezig op het vasteland van Italië. De divisie was aanwezig en speelde een belangrijke rol in vrijwel alle gevechten in Italië tot het eind van de oorlog. Inzetgebieden waren Salerno, Monte Cassino, Anzio, Orsogna, Frosinone, Lucca, Marino, Rimini, Cesena, Ravenna en Bologna. De divisie was vanaf het begin van het geallieerde Lenteoffensief in April verwikkeld in zware gevechten ten oosten van Imola. Tot 24 april werd de Po bereikt. Daar werden de resterende tanks bij Burana vernietigd door gebrek aan overzetmogelijkheden. Vervolgens ging het naar het noorden, via Vicenza en Bassano del Grappa naar Trente. Op 2 mei 1945 volgde de overgave bij Mezzolombardo.
3e Pantsergrenadierdivisie
Eind juli 1943 werd deze divisie verplaatst van Lyon naar Italië, tussen Chiusi en het Meer van Bolsena. De divisie nam deel aan Fall Achse, delen waren in actie bij Salerno, maar pas echt in actie kwam de divisie langs de Volturno in oktober 1943 en vervolgens in de Bernhard-linie. Vanaf medio november volgden kustverdediging en reserve-taken. De divisie werd vervolgens ingezet bij Anzio, en daarna volgde de terugtrekking via Rome-Viterbo-Meer van Bolsana, Monteguidi tot Empoli, medio augustus 1944. Daar werd de divisie afgelost, verzameld bij Verona en naar het Westfront in Frankrijk overgebracht.
15e Pantsergrenadierdivisie
Deze divisie was op 6 juli 1943 op Sicilië opgericht. Ten tijde van de geallieerde landingen was de divisie nog niet compleet en werd in delen ingezet. Tijdens de Duitse terugtocht over het eiland richting Messina nam de divisie de midden-sector voor zijn rekening. Na eerst noordelijk van Napels kustverdediging te hebben uitgevoerd, werd een Kampfgruppe van de divisie daarna ingezet rond Salerno. Daarna volgde een terugtocht naar de Bernhard-linie en van oktober 1943 tot januari 1944 in de Gustav-linie. Na de geallieerde doorbraak bij Cassino trok de divisie terig, langs Rome naar het noorden, via Tivoli tot Florence. Daar werd de divisie eind juli uit het front genomen en naar het Westfront in Frankrijk overgebracht.
29e Pantsergrenadierdivisie
De divisie werd in juli naar Sicilië overgebracht eb verdedigde daar de noordelijke sector tijdens de Duitse terugtocht naar Messina. Nadat de geallieerden op 3 september in de “teen” van Italië geland waren, trok de divisie zich langzaam terug door Calabrië en werd vervolgens ingezet tegen het bruggenhoofd Salerno. En uiteindelijk trok de divisie verder richting de  de Gustav-linie. Van oktober 1943 tot januari 1944 verdedigde de divisie ten zuiden van Monte Cassino en werd vanaf februari 1944 ingezet tegen het bruggenhoofd bij Anzio en vanaf mei in het Liri-dal. Bij de geallieerde doorbraak moest de divisie zich terugtrekken, via Orvieto-Siena-Certaldo richting Florence. In september volgden gevechten rond Rimini en eind oktober ten zuiden van Bologna. De winter werd doorgebracht in dit gebied. Bij het begin van het geallieerde Lenteoffensief was de divisie kustverdedigend ingezet, maar werd al snel meegesleurd in de zware verdedigende gevechten. Vanaf het meer van Comacchio volgde de terugtocht naar de Po oostelijk van Ferrara. Dan volgde de terugtocht via Rovigo, Padua, Cornudo, Feltre naar het gebied rond Mas/Stanga. Op 2 mei volgde de overgave aan Amerikaanse troepen.
90e Pantsergrenadierdivisie
Deze divisie lag sinds 6 juli 1943 op Sardinië, werd na de Italiaanse wapenstilstand via Corsica naar het vasteland van Italië verscheept en kwam medio november in de frontlinie bij Cassino. Daarna volgden gevechten bij Ortona en later weer rond Cassino. In juni 1944 volgde de algehele terugtocht naar het noorden met verdedigende gevechten in de Toscane met daarna opfrissing, reserve en kustverdediging. Vanaf eind september volgde inzet in Emilia-Romagna tegen het 8e Britse Leger. Bij het begin van het geallieerde lenteoffensief in april 1945 verdedigde de divisie de Tyrreense kust bij Massa. Na de ineenstorting van het front, gaf de divisie zich op 28 april 1945 over in de Povlakte.
Parachutisten-Pantserdivisie Hermann Göring
Deze divisie was gelegerd op Sicilië in juli 1943 en nam deel aan de verdediging van het eiland. Na de evacuatie naar het vasteland van Italië nam de divisie deel aan Fall Achse en kort daarna aan de strijd om het bruggenhoofd van Salerno. Daarna volgde de terugtocht naar de Winterlinie en de strijd om Monte Cassino. In januari-februari 1944 nam de divisie deel aan de strijd rond het bruggenhoofd Anzio. Na een tijdje in Toscane gelegerd te zijn werd de divisie weer ingezet tegen de uitbraak van de geallieerden uit Anzio en de gevechten zuidelijk van Rome. Op 15 juli 1944 werd de divisie uit het front gehaald en op transport gesteld naar het Oostfront.
SS-Pantsergrenadierdivisie "Leibstandarte Adolf Hitler"
Vanaf 29 juli 1943 werd de SS-Pantsergrenadierdivisie "Leibstandarte Adolf Hitler" vanaf het Oostfront naar Noord-Italië verplaatst. Hier werd de divisie ingezet tegen partizanen en vanaf 8 september ook voor het ontwapenen van het Italiaanse Leger (Fall Achse). De divisie vertrok vanaf eind oktober 1943 weer naar het Oostfront.
I./Panzerregiment 4
Op transport gezet vanuit Frankrijk vanaf 24 januari 1944, aankomst op 30 januari in Italië. De Abteilung werd onder bevel gebracht van Staf Panzerregiment 69 voor de aanvallen op het bruggenhoofd Anzio vanaf 29 februari ressorteerde de Abteilung onder Pz.Div. HG. In de maanden daarna werd de Abteilung, meest in delen, bij allerlei eenheden ingezet. Van de 79 Panther’s waar de Abteilung mee startte in Italië, waren er medio juni nog 13 over. In de laatste twee mei-weken waren alleen al 30 Panther’s zelf opgeblazen, die allerlei technisch oorzaken hadden. Begin juni werden 38 Panther’s in Italië afgeleverd voor de Abteilung, die gingen richting Perugia. De Abteilung was op dat moment vol in de terugtocht naar het noorden. Medio juli is de Abteilung rond het Trasimeense Meer in actie en de (tankloze) 3e compagnie nam daar tijdelijk 16-17 PzKw IV’s van de Pz.Div. HG over, maar die werden rond 25 juli alweer doorgespeeld naar de 26e Pz.Div. In augustus volgde een verdere terugtocht tot rond Imola. In september werd de Abteilung ingezet in de gevechten rond Rimini. Door toevoer van 20 nieuwe Panther’s in de derde week van september, beschikte de Abteilung op 1 oktober weer over 32 Panther’s. Op 1 november beschikte de Abteilung nog steeds over 29 Panther’s en daar kwamen begin november nog 10 stuks bij. Dit was de laatste Panther-levering aan Italië in de oorlog (!). Van november tot april werden sporadisch gevechten uitgevoerd, meest door aparte compagnieën. Vanaf eind januari lag de Abteilung weer rond Imola. Op 12 februari 1945 werd de Abteilung definitief en organisch onder bevel geplaatst van de 26e Pz.Div en omgedoopt in I./Pz.Reg.26. Op dat moment beschikte de Abteilung over 26 Panther’s. Zie deze divisie voor verdere geschiedenis.
Schwere Panzer-Abteilung 504 
Op één na alle Tiger’s gingen verloren op Sicilië. Het laatste kon overgevaren worden, maar kreeg ophangingsproblemen op de bochtige wegen in Calabrië en moest opgeblazen worden. Het personeel van 2./s.Pz.Abt. 504 werd daarop teruggebracht naar de heimat voor heruitrusting. De hele s.Pz.Abt. 504 werd vanaf 4 juni 1944 vanuit Frankrijk op transport gezet en was vanaf 20 juni in actie rond Grosseto, met 43 Tiger’s in actie. Tijdens de terugtocht van Salina naar Pontedera gingen 22(!) tanks verloren, merendeels zelf opgeblazen. In de eerste helft van augustus werd de Abteilung teruggetrokken van het front en overgeplaatst naar Voghera. Begin september volgde een verplaatsing naar de oostkust en vanaf 12 september was de Abteilung in actie rond Cesena. De rest van de herfst vocht de Abteilung in dit gebied ten noorden van Rimini en vanaf medio december werd een verdedigende positie betrokken langs de Senio. Op 12 februari nam de Abteilung de laatste 15 Tiger’s van s.Pz.Abt. 508 over bij San Filippo. Bij het geallieerde Lenteoffensief beschikte de Abteilung over 33 Tiger’s en kwam terecht in zware verdedigende gevechten en trok terug richting de Po. Wegens gebrek aan mogelijkheden over te steken, werden de laatste 5 Tiger’s ten zuiden van de Po opgeblazen. Ten noorden ervan bevonden zich nog twee stuks, maar die gingen op 28 april ook verloren. Op 3 mei gaf de Abteilung zich over aan Amerikaanse troepen in de Agordo vallei, noordelijk van Belluno.
Schwere Panzer-Abteilung 508
Begin februari 1944 werd de Abteilung naar Italië getransporteerd en kwam in actie rond het geallieerde bruggenhoofd bij Anzio. Ondanks successen konden de Duitsers het bruggenhoofd niet vernietigen. In deze periode stond de Abteilung onder bevel van Panzerregiment 69. Bij de uitbraak uit het Anzio-bruggenhoofd eind mei verloor de Abteilung in 3 dagen 22 Tiger’s, waarvan slechts 1 door vijandelijk vuur. De Abteilungs-commandant, Major Hudel, werd ontslagen. Daarna volgde een terugtocht via Rome, Chiusi en Sienna naar Pisa. Vanaf daar werd de Abteilung naar de oostkust verplaatst, naar het gebied rond Rimini. Hier kwam de Abteilung in actie tegen het Britse 8e Leger tot het eind van het jaar. Begin 1945 lag de Abteilung in stelling rond Cotignola. Op 12 februari gaf de Abteilung de laatste 15 Tigers over aan s.Pz.Abt. 504 over bij San Filippo. Het personeel werd daarna terug naar Duitsland verplaatst.
Sturmpanzer Abteilung 216
Deze Abteilung was in januari 1944 opgefrist in Oostenrijk na Oostfront-inzet en in februari 1944 naar Italië verplaatst voor de aanvallen op het Anzio-bruggenhoofd. De Sturm-Pz.Abt 216 beschikte als basis over de Sturmpanzer IV. Op 1 april 1944 werd de Abteilung van het front weggehaald en via de weg als Heeresgruppenreserve naar Livorno verplaatst. Op dat moment beschikte de Abteilung nog over 47 Stupa IV, 4 PzKw IV en 4 PzKw II. In mei werd de Abteilung weer verplaatst naar Rome. Daarop volgde de terugtrekking naar het noorden. Op 1 oktober 1944 beschikte de Abteilung over 46 Stupa IV en 1 PzKw II. In de winter lag de Abteilung rond Bologna. Bij het begin van het geallieerde Lenteoffensief 1945 in april beschikte de Abteilung over 42 Stupa’s. Tijdens de terugtrekking richting het Gardameer gingen alle voertuigen verloren door actie of zelf opblazen. Leveringen nieuwe Stupa’s aan de Abteilung waren (allen in 1944): jan – 11, feb – 46, mrt – 14, april – 26, juli – 7, augustus – 24, sept – 10, totaal 138 voertuigen.
1./schwere Panzerjäger-Abteilung 653
Deze compagnie met 11 Elefants kwam in februari 1944 ook naar het Anziobruggenhoofd. In augustus/september 1944 kwam de compagnie terug naar Wenen met nog 3 stuks over.
Schwere Panzerjäger-Abteilung 525
Deze Abteilung, uit gerust met de Nashorn tankjager, kwam eind augustus 1943 naar Italië, werd bij alle belangrijke slagen ingezet en bleef daar tot het eind. De laatste Nashorn werd opgeblazen bij Bassano del Grappa eind april 1945.
Panzer Abteilung (Fkl) 301
Ook deze eenheid kwam in februari 1944 ook naar het Anzio bruggenhoofd. Het hoofdwapen was de SdKfz 301 (Borgward IV), maar er waren ook 30 StuG’s voor vuurondersteuning en geleiding.
Panzer-Abteilung 208
De Pz.Abt. 208 werd opgericht op 1 april 1944 in de OZAK (Operationszone Adriatisches Küstenland – noordoost-Italië en delen van Slovenië en Kroatië). De Abteilung ontstond door het samenvoegen van drie Panzer-Sicherungs-compagnieën  (2e, 3e en 35e Panzer-Sicherungs-compagnieën), die deels al vanaf augustus 1943 in dit gebied separaat in actie waren. De Abteilung beschikte dus over drie compagnieën met in totaal 21 PzKw III en 8 PzKw IV. De Abteilung werd ingezet in de OZAK voor trainingen, maar vooral voor beveiliging en anti-partizaan operaties. Hofdkwartier was gevestigd in Gorizia. Geen frontlijn service werd door de Abteilung uitgeoefend. Op 1 november 1944 beschikte de Abteilung over 29 PzKw III en 3 PzKw IV (kort). Begin December 1945 liet de Abteilung zijn tanks achter in OZAK en werd naar Oostenrijk verplaatst. Daar kreeg het nieuwe tanks en werd daarna naar Hongarije (Oostfront) overgebracht. De achtergelaten tanks gingen in januari 1945 naar Pz.Abt 212.
Panzer-Abteilung 212
Deze Panzer-Abteilung kwam in januari 1945 over vanaf Heeresgruppe E en kreeg de achtergelaten tanks van Pz.Abt 208 toebedeeld. Begin april 1945 werd de eenheid overgebracht van Gorizia naar het mondingsgebied van de Po. Tijdens de Duitse terugtocht in april 1945 trok ook de Abteilung terug, richting het noordoosten. Met wat lichte achterhoedegevechten, via Venetië ging het verder en eindigde op 8 mei 1945 bij Tarvisio. Op dat moment had de Abteilung nog twee tanks over.
Panzer-Abteilung Adria
De Pz.Abt. kwam ook voor in dit gebied in berichtgeving, maar was niet veel meer dan een staf met o.a. een pantsertrein en soms beschikkend over Italiaanse eenheden zoals de “San Giusto” groep (uitgerust met Italiaans pantservoertuigen). Alleen in actie bij beveiligings-operaties in het achterland.
Andere gepantserde voertuigen en eenheden

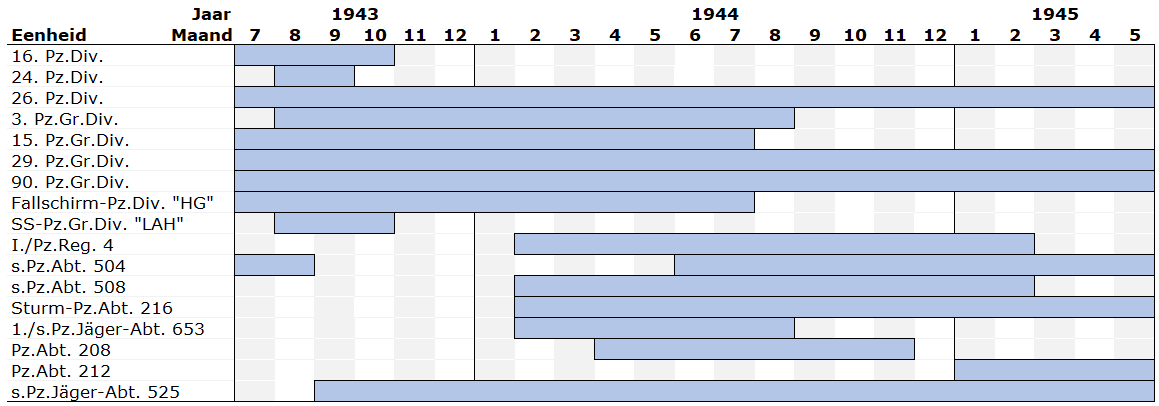
Tabellarisch overzicht van Duitse pantsereenheden in Italië 1943-45

De Jagdpanzer 38(t) werd ook ingezet in Italië, maar was meest in actie in de Panzerjäger eenheden van de infanteriedivisies, dus blijven buiten dit overzicht. Ook de separate Sturmgeschutz-Abteilungen en Brigaden worden niet meegenomen, aangezien deze formeel bij de Artillerie hoorden.

## Panzer in gebruik in Italië
| Panzerkampfwagen II Dit verouderde type was nauwelijks in gebruik in Italië. De SS-Pantsergrenadierdivisie "LAH" bezat er 4 in 1943, maar die kwamen niet aan het front. Wel beschikte de Sturm-Pz.Abt. 216 over 5 stuks, die voornamelijk voor verkenning en waarneming werden gebruikt. Tegen april 1945 was er daar nog maar een van over. |
| Panzerkampfwagen III In 1943 bestond ook nog een aanzienlijk deel van de tanks in Italië uit dit type. Er waren nog enkele oude met het korte 50 mm kanon (L/42) in Pz.Abt 190. Verder waren er vele van het zogenaamde type Pz. III lang, met de 50 mm L/60. Ook in gebruik, zelfs tot het einde van de oorlog bij o.a. Pz. Abt 208 en 212, was de Pz. III kort, met de 75 mm L/24 (zoals oorspronkelijk in de Pz IV zat). Dit was de Pz. III Ausf. N.                                                    |
| Panzerkampfwagen IV Het werkpaard van de Wehrmacht was dit ook in Italië. Veruit het grootste aantal tanks in Italië waren van dit type. Het standaard type was hier de zogenaamde Pz IV lang, ofwel uitgerust met een 75 mm kanon L/43 en L/48. In 1943 was de 26e Pantserdivisie ook nog uitgerust met 17 Pz IV’s met het oorspronkelijke korte kanon, de L/24. Tegen februari 1944 waren die allemaal verdwenen.                                                                                        |
| Panzerkampfwagen V De Panzerkampfwagen V Panther was kort aanwezig in de herfst van 1943 in Noord-Italie bij de SS-Pantsergrenadierdivisie "LAH", maar niet aan het front. Pas in januari/februari 1944 kwam de eerste echte Panther-Abteilung in Italië aan (I./Panzerregiment 4). Dit was en bleef ook de enige eenheid in Italië die met deze tank uitgerust was gedurende de oorlog. |
| Panzerkampfwagen VI Deze tank, beter bekend als Tiger I was een bekende verschijning in Italië en werd relatief veel gebruikt, meest als deel van zogenaamde schwere Panzer-Abteilungen. In Italië werd de Tiger II nooit ingezet. |
| Sturmgeschütz III / Sturmhaubitze 42 Dit gemechaniseerde stuk geschut was het werkpaard voor infanterie- en pantsergrenadierdivisie, maar ook in toenemende mate voor de pantserdivisies. Uitgerust met de 75 mm StuK 40 L/48 was het een dodelijk wapen. Voor vuurondersteuning voor de infanterie was er ook een kleiner aantal StuH42 beschikbaar, uitgerust met een 105 mm houwitser. |
| Sturmgeschütz IV Dit grotere broertje van de StuG III werd vanaf 1944 alleen ingezet bij de 90e Pantsergrenadierdivisie. |
| Sturmpanzer IV Dit infanterieondersteuningsvoertuig, beschikkend over een 150 mm houwitser (StuH 43 L/12), was in Italië in actie bij de Sturmpanzer Abteilung 216 in 1944/45. |
| Flammpanzer III De drie pantserdivisies (16e, 24e en 26e) waren in 1943 ook deels uitgerust met deze vlammenwerpertanks, waarmee tot 80 vuurstoten konden worden afgevuurd die tot 60 meter ver kwamen. |
| Elefant Dit voertuig was oorspronkelijk ingezet bij de Slag om Koersk als Ferdinand. Op basis van het “Porsche-Tiger” onderstel en beschikkend over de dodelijke 88mm PaK 43 L/71 was het een zeer potente tankjager. Teruggehaald van het Oostfront, verbeterd (o.a. uitgerust nu met een machinegeweer), werden er 11 naar het bruggenhoofd Anzio gestuurd met 1./s.Pz.Abt. 653. |
| Nashorn Opnieuw een dodelijke tankjager op basis van het onderstel van de PzKw IV en het 88 mm Pak 43/1 L/71 kanon. Was in actie in Italië alleen bij de s.Pz.Jg.Kp 525. |
| Borgward IV Dit was een rupsvoertuig dat ontworpen was om en 500 kg zware lading bij een doel te droppen en daarna zich uit de voeten te maken, waarna de lading op afstand tot ontploffing gebracht werd. Ook dit voertuig was speciaal voor de strijd bij Anzio naar Italië gehaald onder bevel van Pz.Abt (Fkl) 301. |
| Flakpanzer Tegen 1944 waren de geallieerde luchtaanvallen zo’n groot gevaar dat zogenaamde Flakpanzer in dienst kwamen, pantserrupsvoertuigen uitgerust met een of meerdere luchtdoelkanonnen. In Italië was de meest gebruikte de Flakpanzer 38(t). Hiervan werden in februari en maart 1944 toebedeeld elk 12 aan de 26e Pz.Div., de 29e en 90e Pz.Gren.Div’s en de Pz.Div. HG. De laatste nam overigens zijn Flakpanzer mee bij vertrek uit Italië. In april 1944 waren er nog 21 Flakpanzer in Italië. |